# Rạng Đông, Ninh Bình
	Rạng Đông	là một xã ven biển thuộc tỉnh Ninh Bình, Việt Nam. Trụ sở xã nằm cách phường Hoa Lư - trung tâm tỉnh lỵ Ninh Bình 39 km về phía Đông Nam.		
Theo Nghị quyết số 1674/NQ-UBTVQH15 ngày 16/6/2025 về sắp xếp các đơn vị hành chính cấp xã của tỉnh Ninh Bình năm 2025, 	sắp xếp xã Nam Điền (huyện Nghĩa Hưng), xã Phúc Thắng và thị trấn Rạng Đông thành xã mới có tên gọi là xã Rạng Đông.
Xã Rạng Đông	có diện tích:	32,39	km², 	dân số:	30.956	người, mật độ dân số: 	956	người/km². 	
Đây là đơn vị có diện tích xếp thứ:	32	, số dân xếp thứ: 	67	và mật độ dân số xếp thứ: 	102	trong số 129 xã, phường ở Ninh Bình.
Đây là 1 trong 14 xã tiếp giáp trực tiếp với biển của tỉnh Ninh Bình. Rạng Đông nằm giữa 2 cửa sông lớn là sông Đáy và sông Ninh Cơ.
Thị trấn Rạng Đông xưa cùng với các thị trấn Bình Minh (Ninh Bình) và Diêm Điền (Thái Bình) là những đô thị biển nổi tiếng thuộc khu dự trữ sinh quyển châu thổ sông Hồng.

## Lịch sử
Thị trấn Nông trường Rạng Đông được thành lập ngày ngày 30 tháng 6 năm 1965 theo quyết định số 239-NV của Bộ trưởng Bộ Nội vụ.
Ngày ngày 13 tháng 2 năm 1987, thị trấn nông trường Rạng Đông chuyển thành thị trấn Rạng Đông. Khi thành lập, thị trấn Rạng Đông có diện tích tự nhiên 13,1 km², dân số 5.882 người, mật độ dân số 449 người/km².

## Kinh tế - xã hội
Vốn là một xã ven biển nên kinh tế chủ yếu gắn liền với nuôi trồng và đánh bắt hải sản (hệ thống ao đầm dày đặc nuôi tôm, cua, cá, ngao vạng... để xuất khẩu, đánh bắt tự nhiên cũng dần được hiện đại hoá bằng những tàu thuyền lớn thuộc sở hữu tư nhân, thu hút được lượng lao động lớn cho người dân thị trấn cũng như người từ nơi khác đến). Ngoài ra nghề làm muối hay trồng lúa cũng là những nghề mang lại nguồn thu lớn cho người dân ở đây (nổi tiếng với gạo tám thơm).
Cảnh quan nơi đây rất yên bình với những đồng lúa xanh mát, không khí trong lành, dịch vụ giá cả không đắt đỏ. Bờ biển trong sạch và được xây mới băng bê tông chắc chắn. Ven biển có hệ thống rừng ngập mặn với đa dạng sinh thái được các tổ chức môi trường quốc tế quan tâm và nghiên cứu. Mặc dù bãi biển không nổi tiếng nhưng cũng trở thành nơi dạo chơi và tắm mát vào mỗi buổi chiều của đông đảo người dân thị trấn.